# 레시스텐자
레시스텐자(이탈리아어: Resistenza)란 제2차 세계 대전 말엽인 1943년 ~ 1945년에 나치 독일 점령군 및 독일의 괴뢰국인 이탈리아 사회공화국 파시스트들과 싸운 저항운동 단체들을 총칭하여 부르는 이름이다. 연합국이 이탈리아 남부에 상륙한 이후 레시스텐자는 북부의 독일군을 몰아내면서 엄청난 양의 피를 흘렸다. 오늘날 이탈리아 공화국은 본국이 레시스텐자의 투쟁을 토대로 하여 세워졌다고 선언한 바 있다. 이들은 연합군의 이탈리아 침공 이후 카시빌레 휴전 협정이 체결된 이후부터 연합국에 협력하는 이탈리아인들이 세운 단체가 대부분이다. 이탈리아 파르티잔 또는 이탈리아 독립군이라고도 알려진 이 부대는 연합국과 공동으로 나치 독일에 맞섰으며, 이들은 스스로의 투쟁을 이탈리아 해방 전쟁이라 불렀다.

## 같이 보기
- 반파시즘
- 아르디티 델 포폴로
- 비더슈탄트